# Санти (народ)
Са́нти, са́нти-си́у, восто́чные дако́та, восто́чные си́у — индейский народ языковой семьи сиу относящийся к восточной группе народов сиу.

## Состав
В XIX веке санти представляли собой конфедерацию из четырёх племенных групп:
- Мдевакантоны — Mdéwakháŋthuŋwaŋ.
- Вахпетоны — Waĥpéthuŋwaŋ.
- Сиссетоны — Sisíthuŋwaŋ.
- Вахпекуте — Waĥpékhute.

По диалекту языка и культуре санти подразделяются на две группы: собственно санти (мдевакантоны, вахпекуте) и  сиссетон-вахпетон (сиссетоны, вахпетоны).

## История
Первыми из европейцев, кто посетил земли санти, были французские первооткрыватели и исследователи Пьер-Эспри Радиссон и Медар де Грозелье, произошло это в 1659 году недалеко от  озера Верхнего.
В XVIII веке санти постоянно вели войны с оджибве из-за охотничьих угодий и рисовых полей. С развитием пушной торговли вражда между двумя народами усилилась. Оджибве, которые были лучше вооружены огнестрельным оружием, сумели вытеснить санти из окрестностей озера Верхнего. В середине XVIII века санти отступили на юг, ближе к Великим Равнинам.
Во время англо-американской войны часть санти воевала против США на стороне Британии. С началом второй половины XIX века они заключили договор с правительством США и были вынуждены продать большую часть своих земель. К 1857 году санти  проживали в небольшой резервации на реке Миннесота. В  1862 году отношения между санти и американцами стали ухудшаться. Из-за скудного урожая, не имея возможности охотиться, индейцы голодали. Власти США перестали выплачивать санти денежную компенсацию за их земли и они не могли приобрести продовольствие у белых торговцев. Возмущённые и голодные индейцы подняли восстание. Они одержали несколько побед в боях с армией США, но в итоге вынуждены были капитулировать.
После подавления восстания 303 воина санти были приговорены к смертной казни. Однако из-за протеста общественности и прошения епископа штата Генри Уиппла о помиловании индейцев, президент Авраам Линкольн сократил число казнённых до 38 человек. 26 декабря 1862 года в городе Манкейто 38 санти были повешены на одной виселице. Эта казнь остаётся самой массовой в истории США.
Позже, большая часть санти была выселена в резервацию Кроу-Крик на реке Миссури, некоторым удалось бежать в Канаду, другие присоединились к лакота и янктонаям. Впоследствии, оставшиеся на свободе санти, неоднократно принимали участие в сражениях против армии США, в том числе и в битве при Литтл-Бигхорн.
Ныне санти проживают в нескольких резервациях, расположенных в США и Канаде.

## Известные представители
- Воронёнок — вождь мдевакантонов.
- Чарльз Истмен (Охайеза) — один из первых индейских писателей.
- Флойд Вестерман — музыкант, актёр и участник Движения американских индейцев.